# Wildebeest
Wildebeest es un nombre usado por varios personajes de ficción de DC Comics

## Biografías de los personajes de ficción

### Wildebeest I
El primer Wildebeest visto era un cazador furtivo que vino a América para robar en una reserva animal. Él tuvo problemas con Chris King y Vicki Grant (que fueron llamados por King Faraday).

### La sociedad Wildebeest
El segundo Wildebeest fue un supervillano cuyo nombre real nunca fue revelado, y que creó la Sociedad Wildebeest, un cartel criminal que condujo varios asuntos encubiertos para obtener ganancias financieras. Aunque la Sociedad estaba compuesta por muchos miembros (algunos de ellos habían trabajado previamente para H.I.V.E.), solo un Wildebeest funcionó públicamente, dando la ilusión de que todos sus crímenes estaban siendo cometidos por un solo individuo. El pensamiento detrás de esto era que parecería haber un villano, pero "su" MO parecería cambiar con cada crimen, haciendo que "su" próximo movimiento sea imposible de predecir (Wildebeest = Ñu).
La Sociedad Wildebeest se hizo cargo del miembro de los Titanes Jerichó, que había estado poseído por la maldad de Raven. Bajo su liderazgo, se vio implicada la ingeniería genética, tratando de crear el cuerpo perfecto anfitrión de la fuerza Wildebeest. Crearon un gato-mujer llamada Pantha, y estaban en el proceso de creación de una criatura de la misma forma que sus disfraces monstruosos cuando fueron derrotados por los Titanes. El padre de Jericho Deathstroke, se vio obligado a matar a su hijo a la parada de las almas de Azarath.

### Bebe Wildebeest
El la sociedad había creado al bebé Wildebeest adherido a Pantha, muy a su disgusto inicial, y este la consideraba su madre. Aunque con el tamaño de un niño, tenía fuerza desproporcionada de gran alcance. Más tarde, demostró la capacidad de ganancia de forma adulta para proteger a su "mamá". A Pantha originalmente no le gustaba la criatura, hablando muchas veces de distintas maneras en que el bebé podría o querría morir. Su actitud se suavizó y Wildebeest se quedó con el equipo.
Durante unas vacaciones de los Titanes a California, el bebé Wildebeest y los otros Titanes tuvieron tiempo de visitar la playa. Mientras los otros estaban distraídos, construyó un castillo de arena gigante, con formas intrincadas y piezas de fundición, se asemejaba a una catedral.
Cuando Pantha dejó a los Titanes, tomó al bebé Wildebeest con ella y después, junto con el ex Titán Estrella Roja, los tres formaron una familia inusual.
Bebé Wildebeest participaría en la batalla para salvar a su viejo amigo Cyborg, cuyos niveles de potencia aumentada amenaza toda la Tierra. Una serie de malentendidos llevaron a que los aliados Titanes atacaran a la JLA. El bebé fue noqueado por Superman.
Posteriormente, Superboy Prime fue confrontado por un equipo de los Titanes, incluyendo a Wildebeest y Pantha, en una carretera fuera de Keystone City. Superboy Prime, enfermo de la mente, mata a Pantha con un golpe en la cabeza. Bebé Wildebeest atacó y murió en el acto por la explosión de la visión de calor de Superboy a través de su torso. Estrella Roja sobrevive a la batalla para llorar a sus familiares no oficiales.
En La noche más oscura: Baby Wildebeest fue reanimado como miembro de los Linterna Negro, listo para atacar a los Titanes. Sin embargo, su cuerpo es pronto destruido por una explosión de luz blanca que emana de Dawn Granger.

### El nuevo Wildebeest
El nuevo Wildebeest fue creaciones de Goth y los Titanes que lucharon. Estas versiones de Wildebeest hombre-bestia se busca una vez que sus máscaras se quitan. Otro grupo de Wildebeests fueron encontrados por Chico Bestia, Flamebird, y los huérfanos DEO sólo para estar trabajando con unos señores de edad avanzada a mantener la paz en su barrio.

### Wildebeest cibernético
Starfire y Robin fueron secuestrados por un Wildebeest cibernético y los Jóvenes Titanes y los Outsiders tenía que salvarlos. Cuando el Wildebeest Cibernético fue derrotado, lo envían a Laboratorios STAR para que sea estudiado y probado. Por desgracia, un personaje oscuro interceptó el transporte con el Wildebeest Cibernético para recrear el Wildebeests para un propósito desconocido.
En la miniserie Cyborg 2008, este personaje se revela como el Sr. Orr, el creador de Equus el villano cyborg. Los Titanes se ven obligados a luchar contra numerosos clones de Equus y el Wildebeest para evitar que ayuden a Vic Stone en contra de "Cyborg Orr's Revenge Squad".

## Poderes y habilidades
- Los miembros de la sociedad de Wildebeest llevaban un exoesqueleto peludo que aumenta su fuerza y agilidad a niveles asombrosos. La sociedad Wildebeest fue hecha originalmente por estrategas y tácticos que han estudiado a los Titanes con mucho cuidado. Con el fin de lanzar a sus oponentes fuera de balance, la sociedad Wildebeest nunca ha aplicado la misma idea dos veces.

- El bebé Wildebeest tiene súper fuerza y la capacidad de crecer a una forma adulta cuando se le provoca.

- El nuevo Wildebeest es un sirviente/protector feroz y leal a quien lo doma.

- El Wildebeest Cibernético es extremadamente feroz y se ha mejorado con la tecnología a través de sus partes cibernéticas.

## En otros medios

### Televisión
- Wildebeest aparece en la caricatura de Teen Titans. Sus efectos vocales son proporcionados por Jim Cummings en la primera aparición y por Dee Bradley Baker en apariciones posteriores. En "El Ganador se queda con Todo", el Maestro de los Juegos convocó a Wildebeest para participar en el Torneo de Campeones. Wildebeest venció a Beast Boy en la primera ronda, pero perdió ante Speedy y Robin en la segunda. Después de que Robin derrotó al Maestro de los Juegos, Wildebeest fue rescatado y considerado un Titán honorario. En "Verdad", Wildebeest fue perseguido y capturado por Madame Rouge. En "Llamando a todos los Titanes", se demostró que Wildebeest fue congelado por la Hermandad del Mal junto a Hot Spot. En "Titans Together", Wildebeest es uno de los jóvenes superhéroes que fueron liberados de su prisión congelada. Él y Hot Spot se enfrentan a Madame Rouge en la batalla. La arrojan a una cinta transportadora después de que Jinx le hace "mala suerte" hundiendo los pies en el suelo, evitando que se escape.
- Wildbeest es un personaje muy secundario en Teen Titans Go! quien hace su debut como cameo en la historia de Cyborg en "Campfire Stories".

### Varios
- En Teen Titans Go! # 16 titulado "Beauty & the Wildebeest", se reveló que el Wildebeest era en realidad un niño humano que eventualmente hizo que Cyborg se riera de Beast Boy por perder a un niño en el Torneo de los Héroes. Sin embargo, parece que por lo general solo asume la forma de "Wildebeest" cuando está agitado.